# Гамильтон (округ, Теннесси)
Округ Гамильтон (англ. Hamilton County) располагается в штате Теннесси, США. Официально образован в 1819 году. По состоянию на 2010 год, численность населения составляла 336 463 человека.

## География
По данным Бюро переписи США, общая площадь округа равняется 1491,841 км2, из которых 1403,781 км2 — суша, и 85,470 км2, или 5,780 % — это водоёмы.

## Население
По данным переписи населения 2000 года в округе проживает 307 896 жителей в составе 124 444 домашних хозяйства и 83 750 семей. Плотность населения составляет 219,00 человек на км2. На территории округа насчитывается 134 692 жилых строения, при плотности застройки около 96,00-ти строений на км2. Расовый состав населения: белые — 76,32 %, афроамериканцы — 20,14 %, коренные американцы (индейцы) — 0,29 %, азиаты — 1,27 %, гавайцы — 0,06 %, представители других рас — 0,77 %, представители двух или более рас — 1,14 %. Испаноязычные составляли 1,78 % населения независимо от расы.
В составе 28,90 % из общего числа домашних хозяйств проживают дети в возрасте до 18 лет, 50,20 % домашних хозяйств представляют собой супружеские пары проживающие вместе, 13,50 % домашних хозяйств представляют собой одиноких женщин без супруга, 32,70 % домашних хозяйств не имеют отношения к семьям, 27,90 % домашних хозяйств состоят из одного человека, 10,00 % домашних хозяйств состоят из престарелых (65 лет и старше), проживающих в одиночестве. Средний размер домашнего хозяйства составляет 2,41 человека, и средний размер семьи 2,95 человека.
Возрастной состав округа: 23,20 % — моложе 18 лет, 9,60 % — от 18 до 24, 29,00 % — от 25 до 44, 24,30 % — от 45 до 64, и 24,30 % — от 65 и старше. Средний возраст жителя округа — 37 лет. На каждые 100 женщин приходится 91,70 мужчин. На каждые 100 женщин старше 18 лет приходится 88,10 мужчин.
Средний доход на домохозяйство в округе составлял 38 930 USD, на семью — 48 037 USD. Среднестатистический заработок мужчины был 35 413 USD против 24 505 USD для женщины. Доход на душу населения составлял 21 593 USD. Около 9,20 % семей и 12,10 % общего населения находились ниже черты бедности, в том числе — 16,80 % молодежи (тех, кому ещё не исполнилось 18 лет) и 11,20 % тех, кому было уже больше 65 лет.